# Sattar Hamedani
Sattar Hamedani (Tabriz, 6 de junho de 1974) é um ex-futebolista profissional iraniano, meio campista, disputou a Copa do Mundo de 1998.